# Yorkshire och Humber
Yorkshire och Humber (eng. Yorkshire and the Humber) är en av Englands nio regioner. Den består av större delen av det historiska grevskapet Yorkshire samt de delar av Lincolnshire som tidigare tillhörde Humberside.
Leeds är största ort i regionen som har cirka 5,5 miljoner invånare (2022).
Det fanns planer på att ha en folkomröstning och att skapa ett regionvalt parlament, men sedan motsvarande planer för region nordöstra England blivit nedröstade har planerna övergivits.[källa behövs]
Den består av 15 lokala enheter med valda organ: Sheffield, Rotherham, Barnsley och Doncaster (alla i South Yorkshire), Wakefield, Kirklees, Calderdale, Bradford och Leeds (alla i West Yorkshire), North Yorkshire och York, (bägge i North Yorkshire),  North Lincolnshire och North East Lincolnshire (bägge i Lincolnshire) samt East Riding of Yorkshire och Kingston upon Hull (bägge i grevskapet East Riding of Yorkshire).
Yorkshire och Humber utgjorde en valkrets vid valen till Europaparlamentet.